# Urtière
Urtière település Franciaországban, Doubs megyében. Lakosainak száma 16 fő (2022. január 1.). Urtière Fessevillers, Belfays, Charmauvillers, Damprichard és Goumois községekkel határos.

## Népesség
A település népessége az elmúlt években az alábbi módon változott:
| Lakosok száma | 18   | 17   | 9    | 8    | 8    | 6    | 11   | 13   | 14   | 16   |
|               | 1968 | 1982 | 1990 | 2006 | 2013 | 2015 | 2017 | 2019 | 2020 | 2022 |